# Gino Boers
Gino Boers (Dordrecht, 6 oktober 1994) is een Nederlands voetballer. Hij stroomde in 2015 door vanuit de jeugdopleiding van FC Dordrecht. Zijn voorkeurspositie is middenvelder. Echter kan hij ook goed uit de voeten centraal in de verdediging.

## Carrière
Boers is een product van de jeugdopleiding van FC Dordrecht. In het seizoen 2015/16 werd hij bij de A-selectie gehaald. Op 14 augustus 2015 zat hij voor het eerst bij de wedstrijdselectie in de wedstrijd tegen FC Emmen. Jan Everse hield hem 90 minuten op de bank. In de zesde speelronde van de Eerste divisie maakte hij wel zijn debuut. In de wedstrijd tegen Fortuna Sittard kwam hij na 87 minuten het veld in voor Michael Chacón. Dordrecht won de wedstrijd uiteindelijk met 0–5. In november 2016 vertrok hij bij Dordrecht.

## Statistieken
| Seizoen | Club         | Land      | Competitie     | Competitie | Competitie | Beker | Beker | Totaal | Totaal |
| Seizoen | Club         | Land      | Competitie     | Wed.       | Dlp.       | Wed.  | Dlp.  | Wed.   | Dlp.   |
| ------- | ------------ | --------- | -------------- | ---------- | ---------- | ----- | ----- | ------ | ------ |
| 2015/16 | FC Dordrecht | Nederland | Eerste divisie | 1          | 0          | 0     | 0     | 1      | 0      |
| 2016/17 | FC Dordrecht | Nederland | Eerste divisie | 0          | 0          | 0     | 0     | 0      | 0      |